# هاربیسون کانیون (کالیفرنیا)
هاربیسون کانیون (به انگلیسی: Harbison Canyon) یک منطقهٔ مسکونی در ایالات متحده آمریکا است که در شهرستان سن دیگو، کالیفرنیا واقع شده‌است. هاربیسون کانیون ۲۶٫۰۵۲ کیلومتر مربع مساحت و ۳٬۸۴۱ نفر جمعیت دارد و ۲۷۶ متر بالاتر از سطح دریا واقع شده‌است.